# Daisy Alik-Momotaro

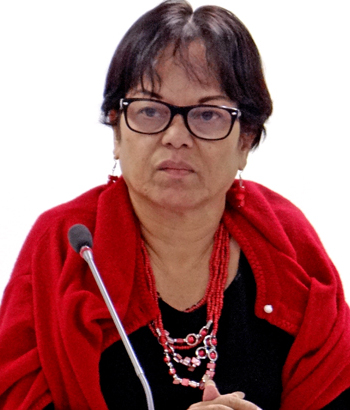
Daisy Alik-Mamotaro (2017)

Daisy Alik-Momotaro (geb. vor 1970) ist eine marschallische Politikerin. Von 2012 bis 2015 war sie Staatssekretärin im Innen- und Kulturministerium. Von 2015 bis 2019 war sie für den Bezirk Jaluit im Nitijeļā, dem marschallischen Senat.

## Biographie
Alik-Momotaro studierte an der Portland State University in den Vereinigten Staaten, wo sie sowohl einen Bachelor of Science in Gender- wie Kommunikationswissenschaften erhielt, und an der University of the South Pacific in Suva auf Fidschi, wo sie einen Master of Business Administration erwarb.
1984 veranstaltete die Regierung der Marshallinseln den ersten Women’s Leadership Workshop, wo Alik-Momotaro und neun andere Frauen von pazifischen Inselstaaten zusammentrafen, wo der Plan entwickelt wurde, eine staatsunabhängige Dachorganisation für Frauen zu schaffen.
1987 war sie Mitbegründerin der nationalen Frauenorganisation Women United Together Marshall Islands (WUTMI), deren Geschäftsführerin sie 13 Jahre lang war.
Im Jahr 2012 wurde sie Staatssekretärin im Ministerium für Kultur und innere Angelegenheiten. Sie plante, 2015 für den Nitijeļā zu kandidieren, als ein Gesetz verabschiedet wurde, das Kandidaten im öffentlichen Dienst dazu verpflichtete, vor den Wahlen dreizehn Monate Urlaub zu nehmen. Während sich viele Kandidaten zurückzogen, setzte Alik-Momotaro ihre Kampagne fort und wurde die erste weibliche Taxifahrerin in Majuro der marschallischen Hauptstadt, um ihr Einkommen während der Wahl zu sichern.
Alik-Momotaro wurde bei den Parlamentswahlen 2015 in die gesetzgebende Versammlung gewählt, als Senatorin beschäftigte sie sich mit Themen wie häusliche Gewalt, Frauengesundheit, Klimawandel und Gleichstellung der Geschlechter. Sie engagierte sich auch für die religiösen Privatschulen im Land geäußert, die ihrer Ansicht nach stärker staatlich unterstützt werden sollten. Im Februar 2016 wurde sie zur Vorsitzenden des Ausschusses für Justiz und Regierungsbeziehungen ernannt. Bei den Parlamentswahlen 2019 konnte sie ihr Mandat nicht verteidigen.
2024 war sie Presidential Envoy for Gender, Youth and Children Affairs.